# Giulio Monteverde

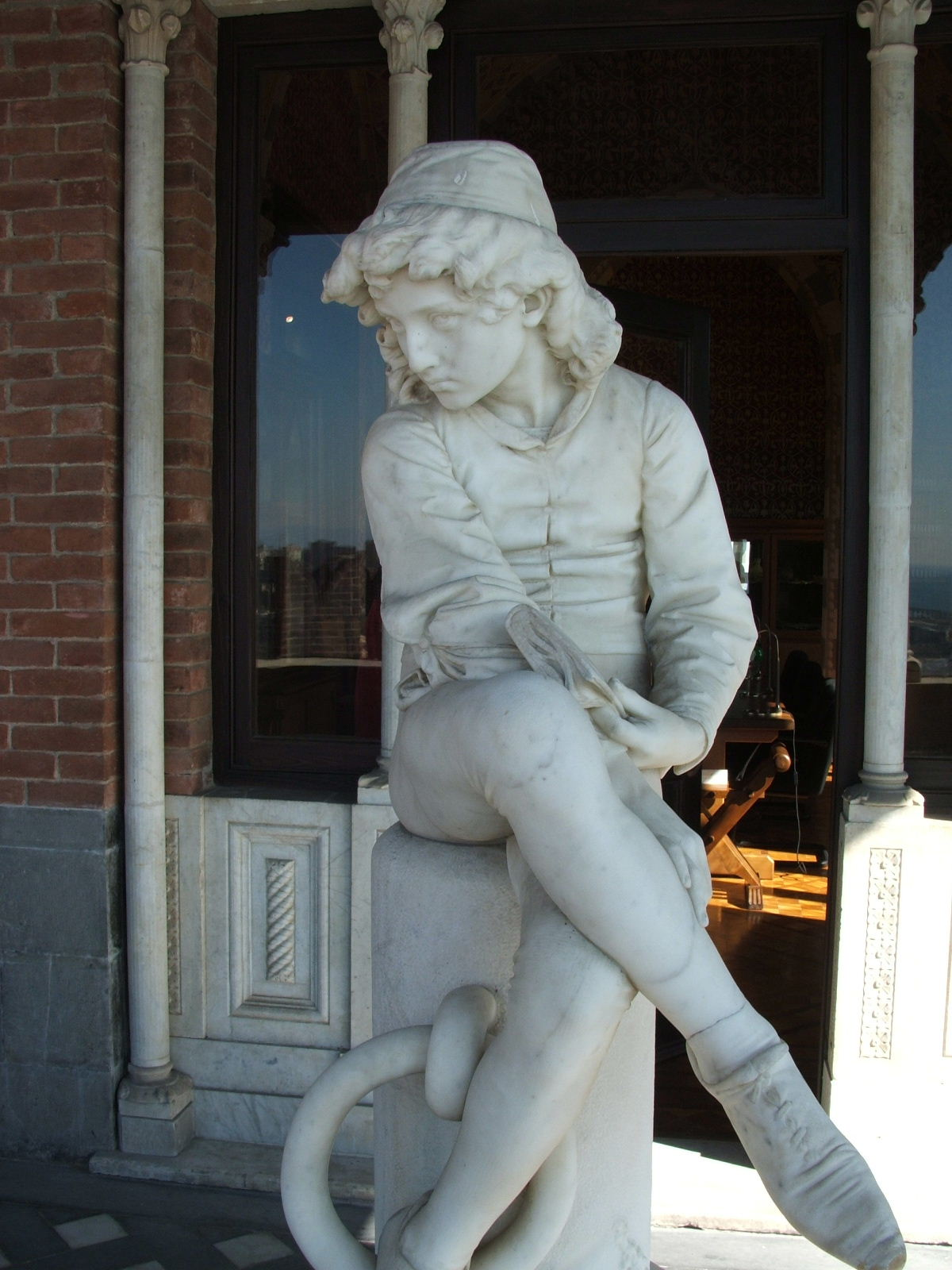
Il Colombo giovinetto, Génova, Castello d'Albertis.

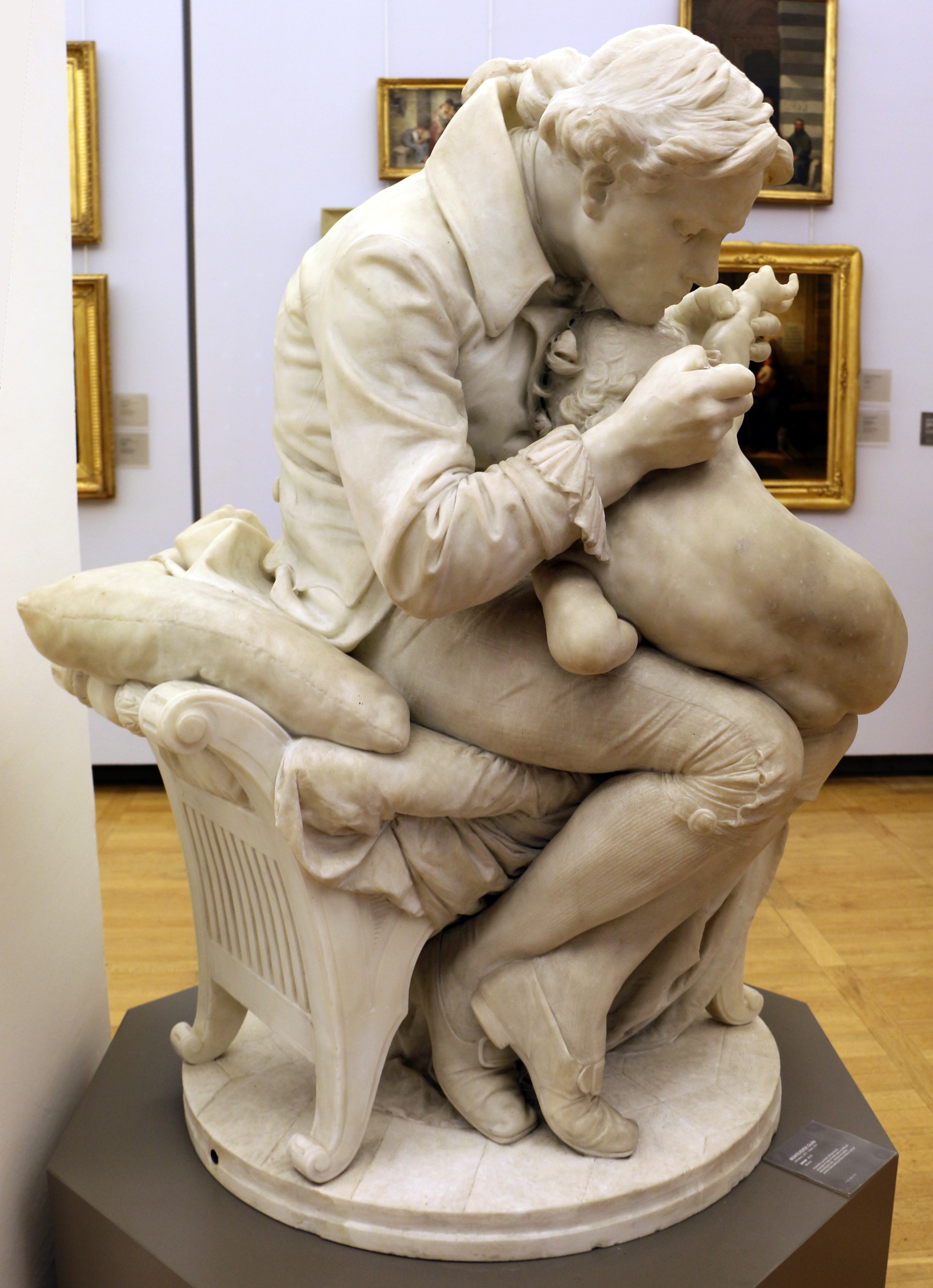
Jenner inocula il vaccino del vaiolo al figlio (Jenner inocula o filho com a vacina da varíola).

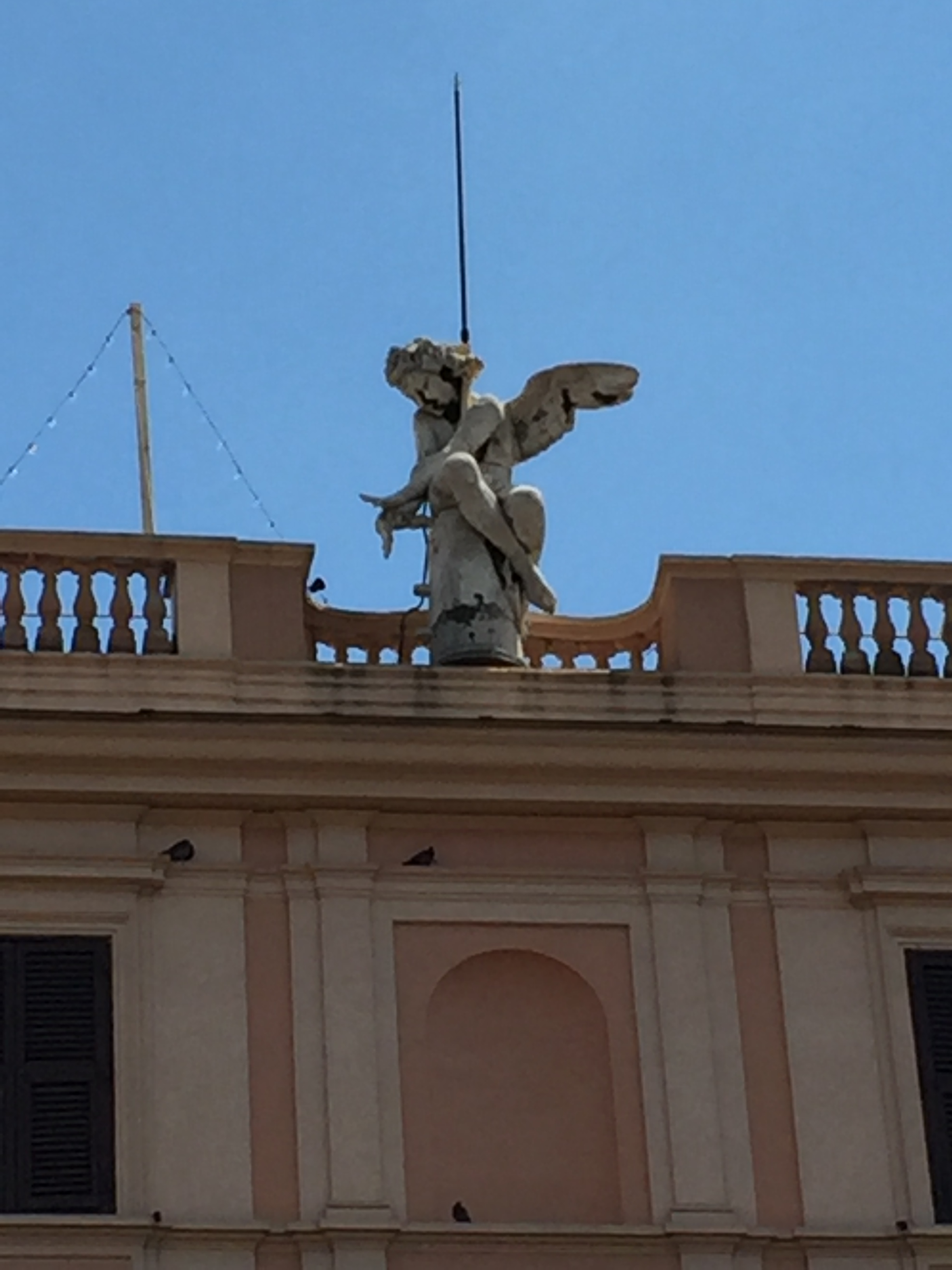
Il Genio di Franklin no para-raios instalado no telhado da casa onde viveu o escultor em Roma.

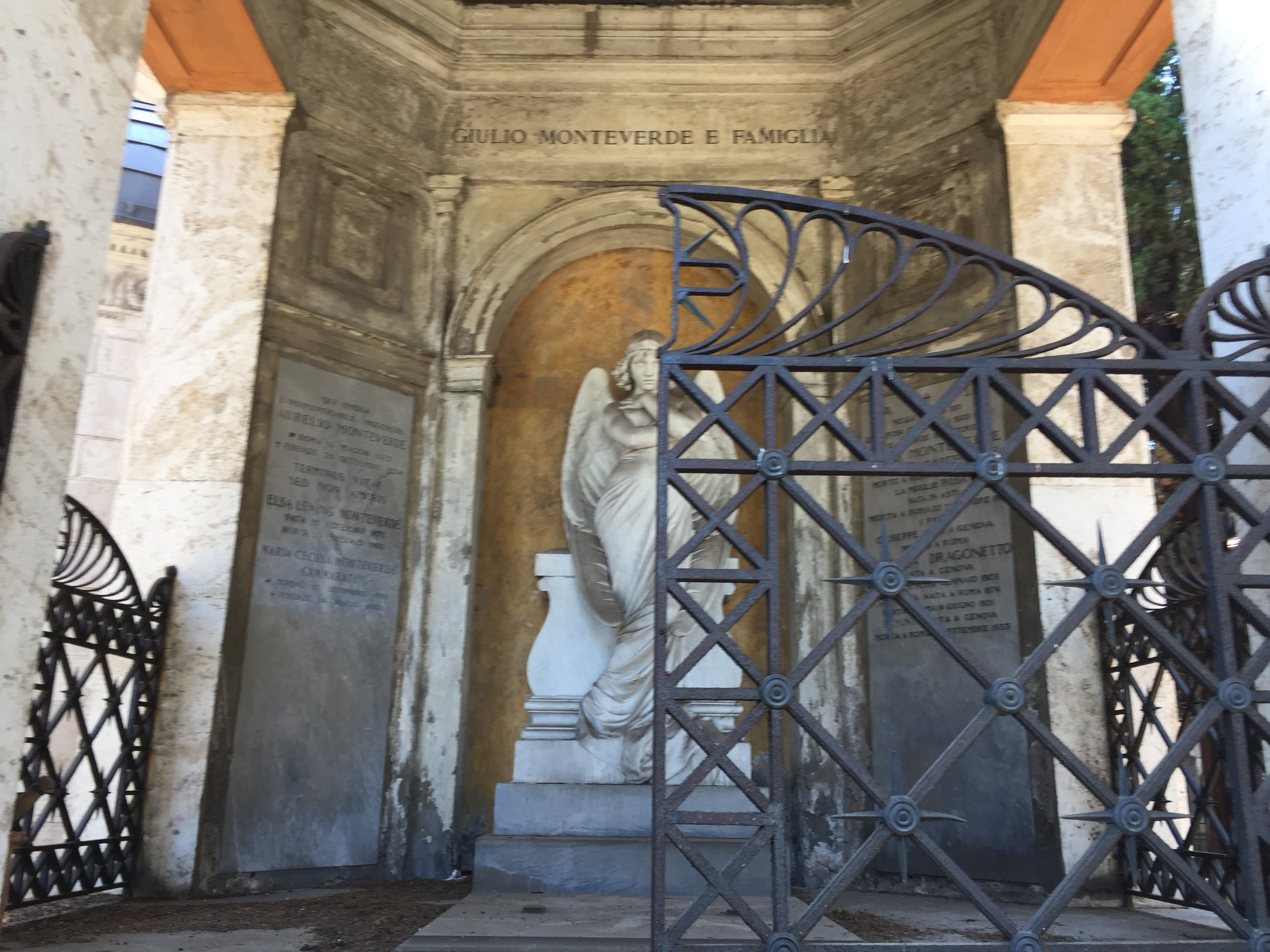
Capela de Giulio Monteverde no Cimitero del Verano, em Roma.

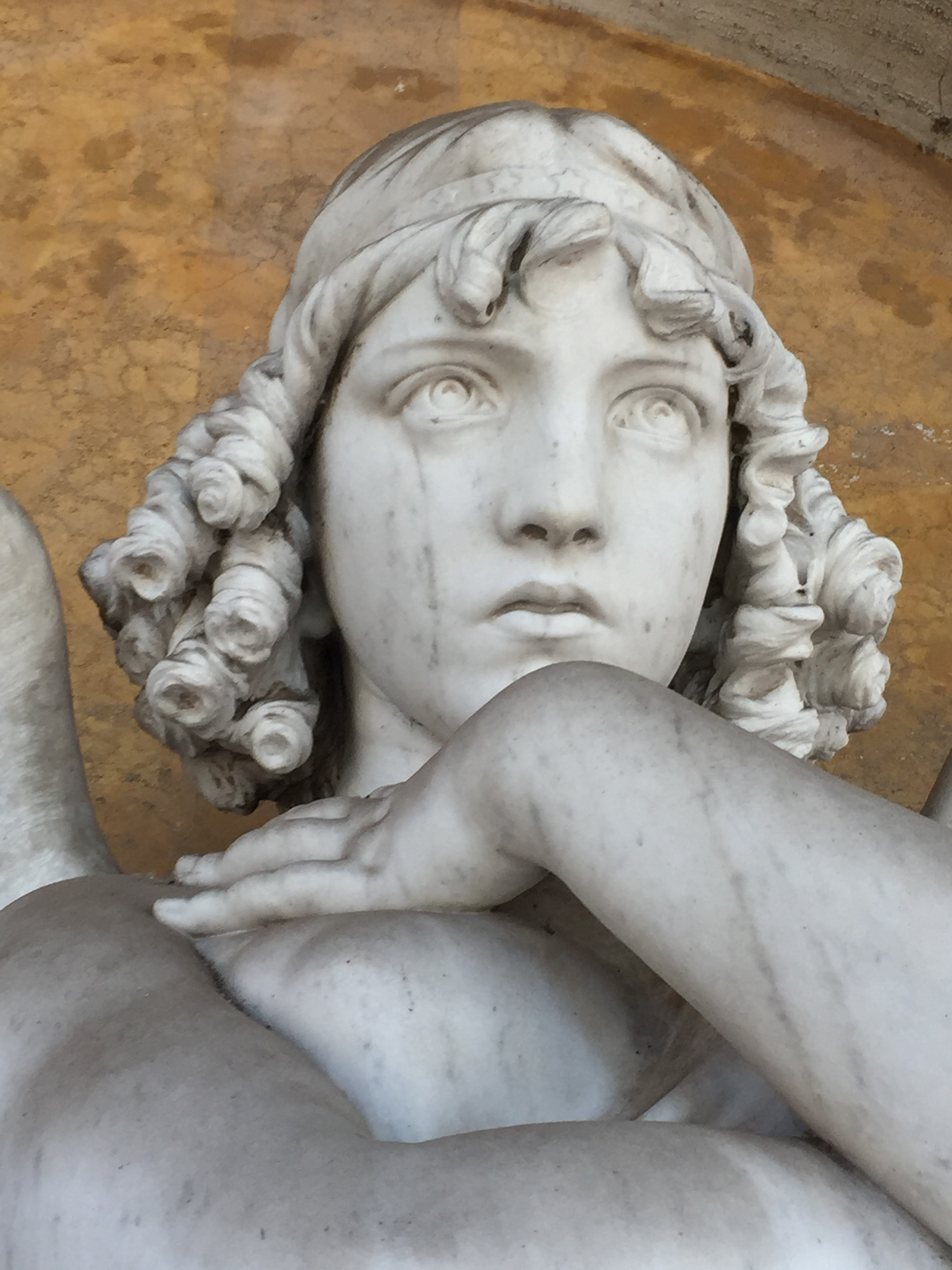
detalhe do Anjo de Monteverde instalado na capela onde está sepultado o escultor.

Giulio Monteverde (Bistagno, 8 de outubro de 1837 — Roma, 3 de outubro de 1917) foi um escultor, professor de escultura e político italiano, considerado  um dos escultores mais representativos do gosto da Itália burguesa. A biografia elaborada por Angelo de Gubernatis descreve-o como  scultore ligure eminentissimo (eminente escultor da Ligúria).

## Biografia
Filho de operários, depois de terminar a escola primária, foi enviado pela família para Génova. Naquela cidade foi contratado como aprendiz de um entalhador. Iniciou a sua atividade artística como entalhador de madeira, dando origem a uma intensa produção de crucifixos (como o da igreja de San Francesco de Acqui Terme e da Collegiata di San Secondo em Asti). Depois de um período em Casale Monferrato, na oficina de Leonardo Bistolfi, mudou-se para Génova.
Ao mesmo tempo, frequentou os cursos de ornamento e pintura de figuras na Academia Ligústica de Belas Artes (Accademia ligustica di belle arti) em 1859. Permaneceu na Academia Ligústica de Belas Artes durante quatro anos. Naquela instituição frequentou os cursos noturnos de pintura de nus de Santo Varni. A sua inclinação para a escultura acabou por prevalecer.
Mudou-se para Roma depois de ganhar uma bolsa para a Accademia di San Luca em 1865.
Casado muito jovem e com filhos, teve dificuldade em sustentar a família até que a sua fama de escultor cresceu subitamente depois de o rei Guilherme II de Württemberg, do Reino de Württemberg, em viagem por Roma, ter comprado uma das suas obras, a escultura Bambini che giocano con il gatto (Crianças a brincar com o gato).
Devido ao seu sucesso, o seu atelier romano na Via Flaminia, em frente à Porta del Popolo, que aí permanecera até 1876, foi transferido para a Piazza Indipendenza, tornando-se um destino de ilustres visitantes e turistas, muitos dos quais admiradores do sexo feminino. 
Angelo De Gubernatis regista o encanto pitoresco que emanava de Monteverde, devido à sua estatura alta, barba ruiva, grandes olhos azuis e ao traje do século XVI que usava para trabalhar. Num autorretrato, reproduzido em mármore e bronze, executado tardiamente, permanecem: o rosto sulcado pelas rugas da velhice, mas ainda com a barba espessa, os grandes bigodes, o ar autoritário, o barrete renascentista.
Após consolidar o seu prestígio como escultor, Monteverde foi também uma figura pública, com relevante participação na vida política de Roma e de Itália. A partir de 1880, assumiu vários cargos, tanto políticos como de representação. Em 1880 foi eleito conselheiro municipal em Roma e, em 5 de abril de 1889, ingressou como senador no Senado do Reino de Itália (Senato del Regno d'Italia), cargo que manteve até falecer a 3 de outubro de 1917.
Recebeu múltiplas distinções, entre as quais, o grau de cavaleiro grã-cruz com grão-cordão da Ordem dos Santos Maurício e Lázaro (Ordine dei Santi Maurizio e Lazzaro), de cavaleiro grã-cruz da Ordem da Coroa de Itália (Ordine della Corona d'Italia), de comendador da Ordem de Francisco José da Áustria (Kaiserlich-Österreichische Franz-Joseph-Orden), de comendador da Ordem do Mérito de Egito, de cavaleiro de 3.ª classe da Ordem de Mejīdiyye do Império Otomano, de oficial da Legião de Honra, de França, de cavaleiro da Ordem Pour le Mérite, da Prússia, e de cavaleiro da Ordem Civil de Saboia (Ordine civile di Savoia).
Foi membro de inúmeras associações artísticas italianas, membro correspondente do Institut de France e da Academia Real das Ciências, Letras e Belas Artes da Bélgica (Académie royale des sciences, des lettres et des beaux-arts de Belgique), membro honorário da Academia Real das Belas Artes da Suécia e Noruega e da Academia de Belas-Artes de Viena.
Giulio Monteverde faleceu com quase 80 anos, a 3 de outubro de 1917, em Roma. Foi sepultado no histórico Cimitero del Verano de Roma, na zona de Pincetto Nuovo, praça 28, perto da capela da família. Na capela, construída em forma de templo aberto em três lados, encontra-se uma réplica de autor do Angelo di Monteverde.

## A obra escultórica de Giulio Monteverde
Estas primeiras obras de Monteverde integram-se no gosto em voga à época, mas ultrapassam essa dimensão as esculturas Colombo giovinetto, reproduzida múltiplas vezes, e Genio di Franklin, obras que melhor exprimem o realismo do autor e a intenção de concretizar a ideia positivista de progresso, assumindo também artisticamente uma novidade de acento e inovação, embora com as preocupações de gosto peculiares do artista.
O tema do génio está associado ao da infância tenra, realizando os sonhos e desejos da cultura contemporânea do segundo século XIX. As obras deste período incluem: I bambini che scherzano col gatto, de 1867 (mármore, 97x55x55 cm, Génova, Palazzo Bianco); Il Colombo giovinetto, de 1870 (mármore, 146x55x64 cm, Génova, Castello d'Albertis, com várias cópias); Il Genio di Franklin, de 1871 (bronze e mármore, Museu do Cairo,com várias cópias); L'Ingenuità, de 1872; Il putto che scherza col gallo, de 1875, modelado no exemplo de Bambino col gallo de Adriano Cecioni, tornado famoso depois de em 1869 Diego Martelli ter levado uma fotografia do modelo de gesso consigo para Paris.
Muitas das suas obras, e entre as que alcançaram fama imediata no seu tempo, está o primeiro Monumento a Mazzini, feito em 1876 a pedido dos emigrantes de Buenos Aires, contrariado pelos Jesuítas e depois executado e enviado. A estátua foi enviada pelo escultor, que trabalhava em Roma, para Génova, onde foi embarcada para Buenos Aires. Grande foi o sucesso da estátua em Génova, devido à sua semelhança com o exilado recentemente falecido. A estátua, em mármore branco, com cerca de 3 metros de altura, representa Giuseppe Mazzini levantando-se da cadeira para ler alguns jornais, tendo sido instalada em Buenos Aires na Piazza Roma. Monteverde fez também uma cópia desta, em bronze, de tamanho mais pequeno e com algumas pequenas diferenças, que se encontra em Milão na Piazza della Repubblica, rodeada por um cenário escultórico de Pietro Cascella.
Destaca-se também o monumento a Vincenzo Bellini, instalado na Piazza Stesicoro em Catania.
Contudo, as obras que granjearam maior fama a Giulio Monteverde são:  (1) Il Colombo giovinetto, executado por encomenda de Enrico Alberto d'Albertis para o seu palacete em Génova; (2) Genio di Franklin, instalado em Roma;  (3) o grupo escultórico Jenner inocula il vaccino del vaiolo al figlio (Jenner vacina o seu filho contra a varíola); e (4) o no Angelo della Morte do Túmulo Oneto.

### «Il Colombo giovinetto»
Il Colombo giovinetto confirma-o como uma revelação; o tema remete para os valores nacionais, é o jovem navegador genovês do soneto seguinte de Giosuè Carducci dedicado a Giuseppe Mazzini: «da quegli scogli onde Colombo infante / Nuovi pe'l mar vedea monti spuntare ...». Isto enquanto Cecioni se revoltava contra tais formas no soneto Realismo: «Mentre Colombo, allor che giovinetto / langue sul mar che traversare agogna...».
A burguesia identificou-se com a procura dos germes do homem de génio na infância, encontrando nela uma segurança científica e racional. Com esse objetivo, Onorato Roux abriu as páginas do Giornale dei Ragazzi (Jornal dos Rapazes) à colaboração de ilustres contemporâneos italianos, que contassem episódios de infância em que o futuro génio aparecesse em embrião. 
Na estátua do jovem Cristóvão Colombo há também uma forte sugestão romântica, uma carga de sedução no olhar errante e na pose sensual do jovem (elementos levados a outro efeito no Angelo della Morte do Túmulo Oneto). A figura realista é representada pelo poste de amarração com a argola para amarrar navios, uma medida da realidade concreta do porto genovês.
Estes mesmos termos encontram-se na estátua de mármore do Palazzo Giovanelli, de Veneza, como na maioria das cópias em gesso da Galleria d'Arte Moderna de Parma, onde a escultura foi galardoada com uma medalha de ouro na Exposição Italiana de 1870.
A partir de 1890 Monteverde assume algumas sugestões do simbolismo, sobretudo nas obras funerárias destinadas ao Cemitério Monumental de Staglieno. O túmulo da família Celle naquele cemitério, intitulado Dramma eterno, baseia-se na contradição (simbolista) entre o exuberante nu feminino e o macabro esqueleto recolhido na mortalha. A estátua do Angelo della Morte, para o túmulo de Oneto, no Cemitério Monumental de Staglieno, impressiona pelo seu aspeto ambíguo e andrógino.

### «Genio di Franklin»
O Génio de Franklin foi exposto em Milão em 1872 e comprado por Isma'il Pasha , o quediva do Egito, para o Museu do Cairo. Devido ao seu sucesso, foram feitas várias cópias, sendo uma das mais famosas a que se encontra no teto do edifício da Piazza Indipendenza, em Roma, que albergava a casa do artista. Um modelo em bronze é conservado no Museo Casa Natale di Michelangelo Buonarroti, em Caprese Michelangelo.
A criança, uma figuração de Benjamin Franklin, aparece sentada numa chaminé e agarrada a um para-raios. Na interpretação de Angelo De Gubernatis a criança, símbolo da Ciência, exprime um esforço supremo de poder ao esmagar o raio, que é forçado a entrar na haste metálica que o transporta para o subsolo, onde se torna inofensivo.
O corpo do jovem rapaz aparece como que agitado por um impulso elétrico nas contrações do rosto e do corpo, apontando novamente a infância, o tema do génio, da sensualidade e do magnetismo, numa exaltação do tipo humano do cientista eufórico na investigação científica. A obra apresenta a mesma perfeição e imaginação demonstrada em Il Colombo giovinetto.

### «Jenner inocula il vaccino del vaiolo al figlio»
Monteverde esculpiu em 1873 a obra Jenner inocula il vaccino del vaiolo al figlio (Jenner inocula o filho com a vacina da varíola), que lhe granjeou o carisma de um mestre. Apesar disso, a obra, que apresenta o médico Edward Jenner a testar a vacina contra a varíola no seu próprio filho, incomodou inicialmente a crítica, tendo sido rejeitada pelo júri da Accademia di San Luca, nomeado pelo governo para selecionar as obras a enviar para a Exposição Universal de Viena de 1873, oficialmente a Weltausstellung 1873 Wien.
Este facto deveu-se a desentendimentos anteriores de Monteverde com Pietro Tenerani, ocorridos quando Monteverde chegara a Roma. Graças ao genovês Stefano Castagnola, amigo de Monteverde, a estátua foi enviada para Viena, onde ganhou uma medalha de ouro.
O drama de Edward Jenner, cientista e pai, face ao medo de prejudicar o filho em caso de erro, gerou forte emoção, sendo encarado como o contraste entre a ciência e a consciência, entre o direito à investigação e a moral.
Como noutras obras de Monteverde, aplica-se a eficácia direta da forma, que atinge simultaneamente a imaginação e o sentimento, da linguagem realisticamente essencial, com o contraste entre a nudez dardejante da criança insuspeita e a concentração tensa do pai que injeta a vacina na sua carne tenra.
Foram feitas cópias, incluindo uma em mármore pertencente à cidade de Génova (com 127x113x97 cm, inicialmente no Palazzo Bianco, depois na Genova Nervi, a Civica Galleria d'Arte Moderna), e uma de bronze patente na Galleria Nazionale d'Arte Moderna.

### O realismo na escultura de Monteverde
Na escultura, a afirmação da procura do lado realista, então ligada à tendência europeia mais avançada, vem, a certa altura, perturbar a nitidez da forma herdada da época do Neoclassicismo. Cria-se então uma forma sintético-percetual, que em Itália foi antecipada por Giuseppe Grandi em Cesare Beccaria (1871) e em Paggio di Lara (1872), obras que ainda se podem situar num quadro de historicista. Na segunda metade da década de 1870, este novo sentido da matéria conjuga-se com uma maior verdade temática, numa procura que atinge também artistas menos abertos à experimentação como Achille D'Orsi e Monteverde.
Monteverde não adera à experimentação e investigação vanguardista, mas parece ter-se voltado na primeira metade da década de 1870 para a investigação ótico-perceptiva, não tanto na estatuária de mármore como no esboço, fase em que define o seu próprio campo experimental, pela transformação com um material rápido, mais atento aos dados da luz do que à correção do desenho.
Aqui Monteverde, expoente do realismo burguês em termos temáticos e de linguagem analítica, consegue uma certa elasticidade que não deixa de ser sintética. Os esboços para o túmulo da família Balduino (c. 1885, em Génova Nervi, Galleria Civica d'Arte Moderna) devem ser considerados neste contexto, onde o artista elabora uma técnica mais sintética, ultrapassando a prática do esboço inaugurada por Antonio Canova.
Monteverde utilizava por vezes a modelação por sobreposição de material nos seus esboços, em vez do método habitual de subtração, dando assim à imagem um retorno imediato dos dados plásticos e da relação com a luz. Com uma técnica semelhante, Giuseppe Grandi tinha criado drama e verismo ótico-percetual em Tumulo Recente, em Maresciallo Ney e em Pleureuse. Pelo contrário, Monteverde, no esboço Balduino, com a técnica da adição, cria massas que conservam o seu próprio corpo, que se elevam com leveza no espaço e sinuosidade nas suas dilatações, mas que não perdem o limite corporal. A diferença reside no facto de que Giuseppe Grandi a partir das vestes amarrotadas da Beccaria chega a dissolver o volume, enquanto Monteverde, por baixo das vestes amarrotadas, sugere sempre uma suave carícia dos corpos.
Artisticamente valiosa é a estátua de Giuseppe Saracco, a última obra do artista executada em 1917 (morreu com 80 anos no mesmo ano) e inaugurada em 1922. O retrato de Giuseppe Saracco, um político nascido em Bistagno, como Monteverde, de quem era amigo, é resolvido com um realismo simples e direto: de pé, apoiado no banco do Senado, no ato de falar (uma pose bem sucedida de Giuseppe Mazzini de 1876, apoiado na cadeira). A composição da figura baseia-se no esboço de um movimento: cabeça ligeiramente levantada e virada para a esquerda; busto com uma ligeira torção para a direita, movimento que não é pesado mas que dá a toda a figura um movimento espontâneo e natural, acompanhado pelas dobras do sobretudo à altura do joelho. É o realismo pessoal que acompanha Monteverde desde Mazzini de 1876.
Mais metafóricas são as obras Idealità e Materialismo e Pensiero, e eficaz é o Monumento a Vincenzo Bellini (em Catania), com os melodramas do músico nas quatro estátuas  (Arturo dei Puritani, o Pirata, a Norma e a Sonnambula).

## Galeria

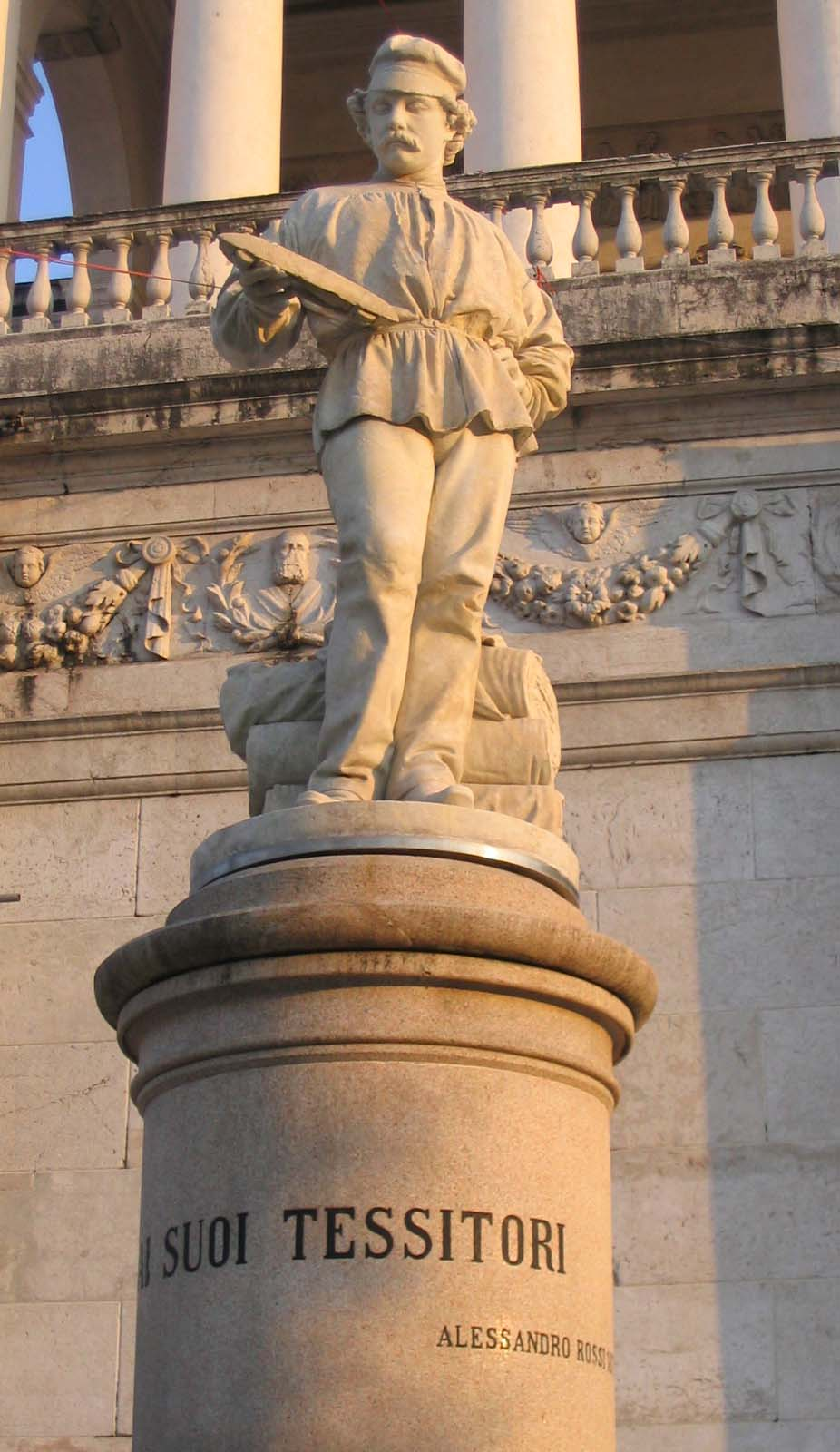
Monumento aos tecelões de Schio.
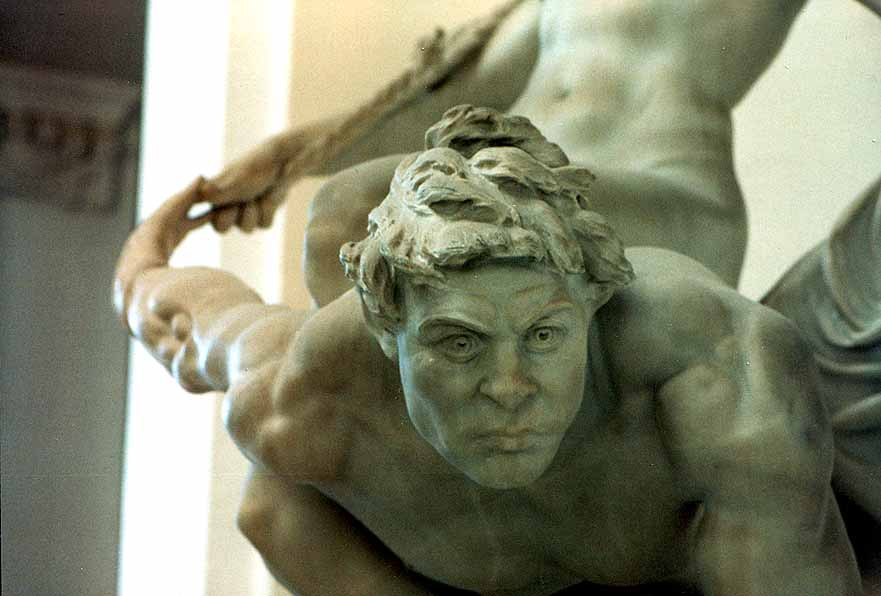
Detalhe da obra Idealità e materialismo.
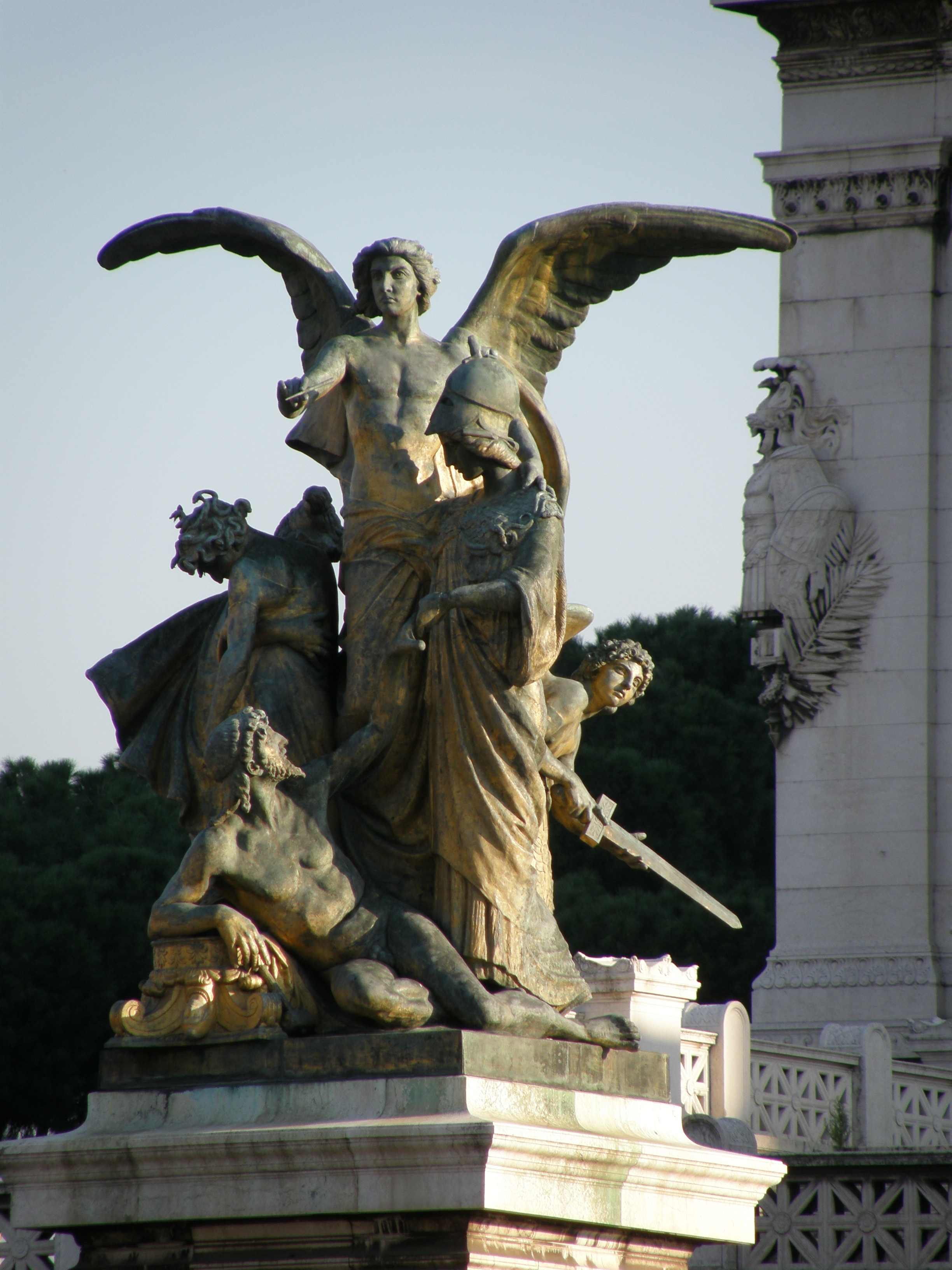
Il Pensiero, no Complesso del Vittoriano.
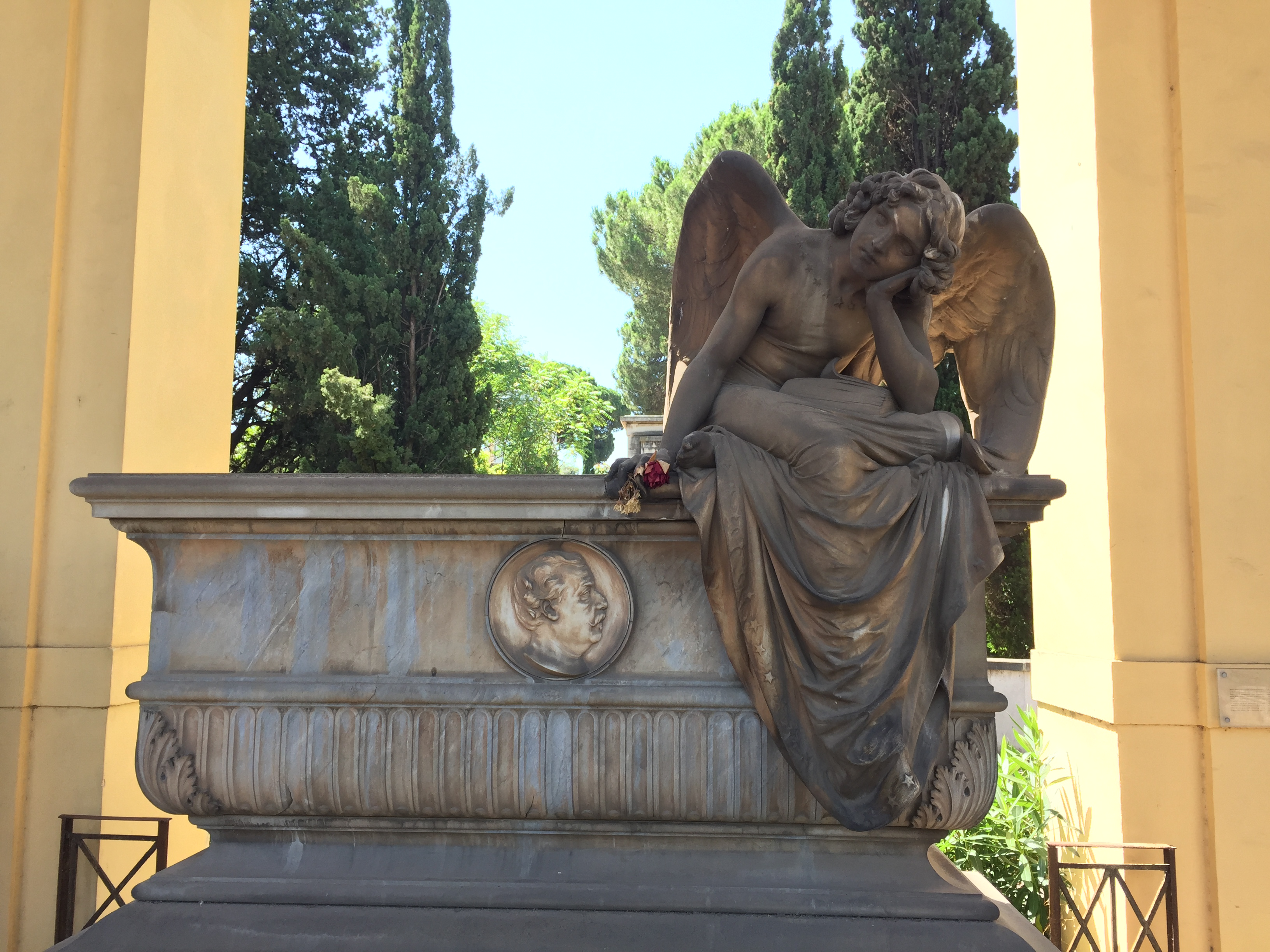
Angelo della notte, no cimitero del Verano (Roma).
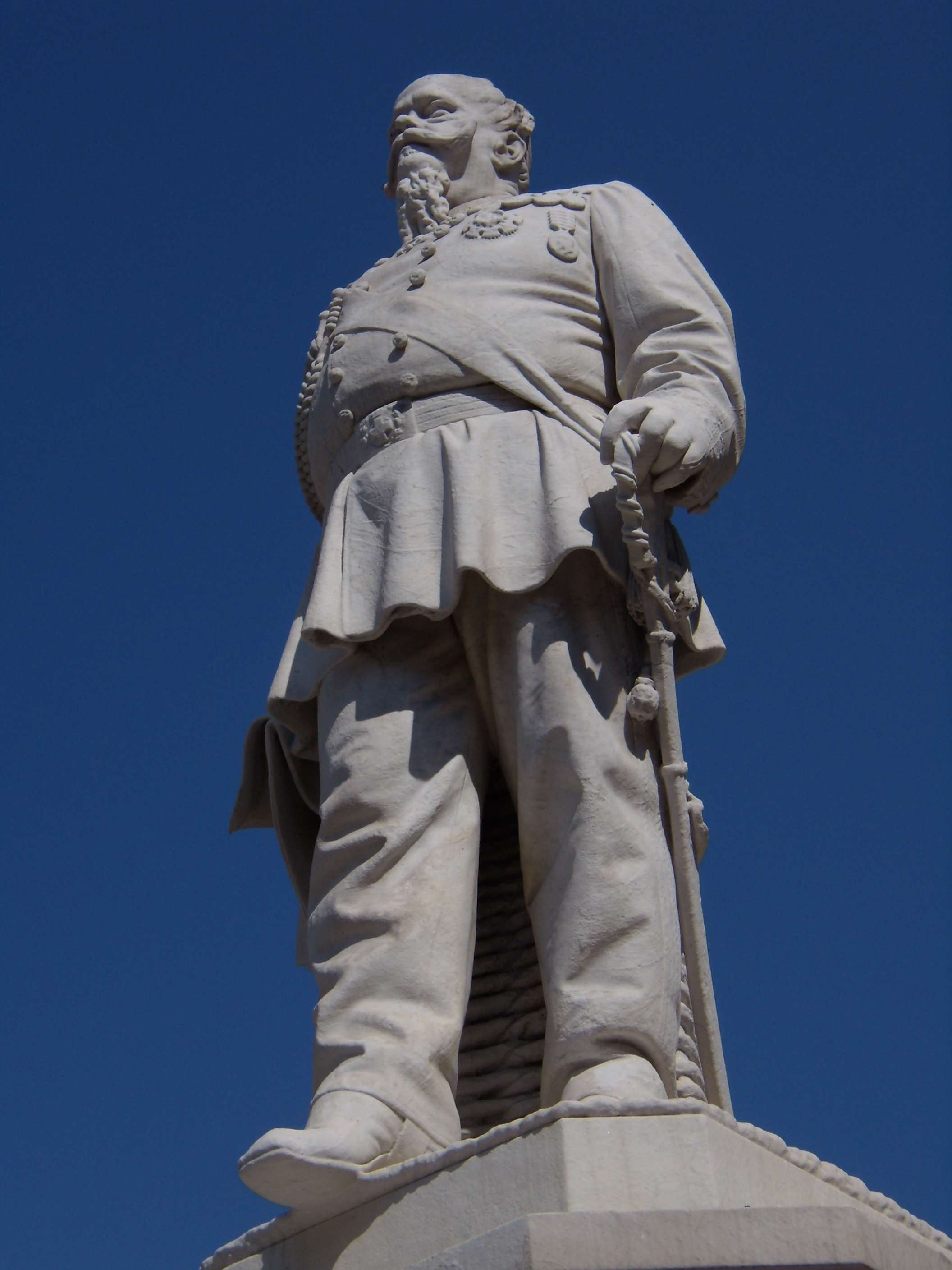
Monumento a Vittorio Emanuele II em Rovigo.

## Principais obras
Para além dos numerosos retratos foram executados por Monteverde, é autor das seguintes obras:
- Bambini che giocano con il gatto (1867)
- Monumento a Raffaele Pratolongo (1868) - Genova, Cimitero monumentale di Staglieno
- Colombo giovinetto (1870)
- Genio di Franklin (1871) - Caprese Michelangelo (AR), Museo Casa Natale di Michelangelo Buonarroti
- Jenner colto nell'atto di inoculare il vaccino del vaiolo al proprio figlio (1873) - Roma, Galleria Nazionale d'Arte Moderna
- Sigismund Thalberg (1878) - Napoli, Cimitero di Poggioreale - Quadrato degli Uomini Illustri
- Monumento al Tessitore (1879) - Schio
- Monumento a Giuseppe Mazzini (1879) - Buenos Aires, Argentina
- Monumento a Giuseppe Mazzini, copia di quello di Buenos Aires - Milano, Piazza della Repubblica
- Cristo morto (1880) - Buenos Aires, Cimitero della Recoleta, Argentina
- Monumento a Vittorio Emanuele II (1881) - Rovigo
- Monumento a Vincenzo Bellini, scoperto il 21 settembre 1882 - Catania, Piazza Stesicoro
- Angelo della Resurrezione (Monumento a Francesco Oneto) (1882) - Genova, Cimitero monumentale di Staglieno
- Monumento a Giacomo Medici del Vascello (1884) - Roma, Cimitero del Verano
- Statua equestre di Vittorio Emanuele II (1884) - Bologna, Giardini Margherita
- L'angelo della notte (Monumento a Primo Zonca) (1885) - Roma, Cimitero del Verano
- Fontana di Caserta (1878-1900)[7]- Giardini del Quirinale, Roma
- Angelo della Resurrezione II (cappella funeraria della famiglia dell'autore) (1891) - Roma, Cimitero del Verano
- Tomba Celle (1893) - Genova, Cimitero monumentale di Staglieno
- Monumento a Raffaele De Ferrari (1896) - Genova
- Monumento ad Alessandro Rossi (1902) - Schio
- Idealità e materialismo (1911) - Roma, Galleria Nazionale d'Arte Moderna
- Monumento al duca e alla duchessa di Galliera - Genova
- Gruppo Il Pensiero (1911) - Roma, Vittoriano
- Volere e Potere - Madrid
- Giuseppe Saracco (1917) - Acqui Terme

## Museus
Lista de museus e instituições que expõem obras do artista:
- Castello De Albertis, Museo delle Culture del Mondo, Genova
- Cimitero della Recoleta, Buenos Aires
- Cimitero monumentale del Verano, Roma
- Cimitero monumentale di Staglieno, Genova
- Civica Galleria d'Arte Moderna, Genova Nervi
- Complesso del Vittoriano, Roma
- Galleria d'Arte Moderna, Genova
- Galleria d'Arte Moderna, Padova
- Galleria Nazionale d'Arte Moderna, Roma
- Gipsoteca Civica Giulio Monteverde, Bistagno (AL)
- Museu da Accademia Ligustica di Belle Arti, Genova
- Museu Calouste Gulbenkian, Lisboa
- Museo Casa Natale di Michelangelo Buonarroti, Caprese Michelangelo (AR)
- Palazzo Bianco, Genova
- Palazzo Giovanelli, Venezia
- Palazzo Madama, Roma